# المديرية العامة للجوازات
المديرية العامة للجوازات، هي قطاع يتبع لوزارة الداخلية في المملكة العربية السعودية، وتقدم خدمات الإقامة في المملكة والقدوم إليها والمغادرة منها، وأعمال إصدار الجواز السعودي.

## نشأة الجوازات
كانت في بداياتها في مكة المكرمة تابعة للمديرية العامة للشرطة السعودية التي نُظمت في عام 1343هـ، ثم في عام 1380هـ انفصلت عن المديرية العامة للأمن وأخذت مسمى المديرية العامة للجوازات والجنسية، ثم في عام 1391هـ، تم البدء بتنفيذ المرحلة الأولى من خطة تحويل المديرية إلى جهاز عسكري بإنشاء معهد الجوازات، وكان الهدف منه تأهيل القوى البشرية عسكرياً للقيام بأعمال الجوازات، وفي عام 1395هـ تم تحويل المديرية العامة للجوازات إلى وكالة وزارة الداخلية للجوازات والأحوال المدنية، وفي عام 1402هـ تم فصل الأحوال المدنية عن المديرية العامة للجوازات؛ فالأولى مدنية والثانية عسكرية.

## مهام المديرية العامة للجوازات
- استقبال طلبات الحصول على جوازات سفر سعودية عن طريق إدارات الجوازات في المملكة وإصدارها لمن تتوافر فيهم الشروط النظامية.
- تنظيم سفر المواطنين السعوديين إلى خارج المملكة وإنهاء إجراءات مغادرتهم وقدومهم.
- تنظيم قدوم الوافدين إلى المملكة ودخولهم إليها بالصورة النظامية.
- منح رخص الإقامة للوافدين الذين ألزم نظام الإقامة ضرورة حصولهم على رخص الإقامة كالقادمين بقصد العمل.
- استقبال طلبات الحصول على تأشيرات الخروج النهائي وتأشيرات الخروج والعودة للوافدين المقيمين في المملكة.
- استقبال ضيوف الرحمن من حجاج بيت الله الحرام القادمين من خارج المملكة خلال كل موسم حج وإنهاء إجراءات دخولهم عبر منافذ المملكة البرية أو البحرية أو الجوية، وكذلك إنهاء إجراءات خروجهم بعد أداء مناسك الحج وتعقب سفر المتخلفين منهم.
- مراقبة سلامة أوضاع الوافدين سواءً المقيمين بموجب أحكام نظام الإقامة أو القادمين بموجب تأشيرات دخول لفترات محدودة كالقادمين للحج أو العمرة أو الزيارة.
- مكافحة أعمال التزوير واستعمال الوثائق والمستندات المزورة والعمل على تطوير جوازات السفر ووثائق الإقامة وتأشيرات السفر بما يحد من تزويرها.
- تطبيق نظام وثائق السفر الصادر بالأمر السامي الكريم رقم م/24 وتاريخ 28/5/1421هـ واللائحة التنفيذية له الصادرة بقرار صاحب السمو الملكي وزير الداخلية رقم 7/ وز وتاريخ 23/9/1422هـ.
- التصدي للفئات الممنوعة من السفر من المملكة وترقب الفئات الممنوعة من دخول المملكة والقيام بعمل الإجراءات اللازمة بشأنهم.
- إعداد النشرات الإحصائية الخاصة بأعمال الجوازات المختلفة.
- استحداث الإدارات والشعب والأقسام اللازمة في المديرية العامة للجوازات وفروعها بالمناطق والمحافظات كلما دعت الحاجة إلى ذلك.
- إعداد اللوائح الداخلية للمديرية العامة للجوازات والإدارات المختصة بها.
- الاتصال بالإدارات الحكومية الأخرى في المملكة والتنسيق معها حول الإجراءات المرتبطة بينها وبين المديرية العامة للجوازات.
- إعداد النشرات الإعلامية الدورية التي توضح واجبات المواطن السعودي والوافد حول الأمور المتعلقة بأعمال الجوازات المختلفة.
- تدريب العناصر البشرية وتأهيلها عسكرياً وفنياً للقيام بأعمال الجوازات المختلفة وفتح أبواب الابتعاث أمام منسوبي المديرية العامة للجوازات داخلياً وخارجياً.
- إنشاء المباني اللازمة للمديرية العامة للجوازات وفروعها وتزويدها بالتجهيزات الضرورية اللازمة[2] ودعمها بالقوى البشرية العاملة المدربة.[3]

## المراحل التاريخية للجوازات
- أسندت أعمال الجوازات إلى المديرية العامة للشرطة عند انشائها عام 1343 حيث أسست أول جوازات في المملكة بمنطقة مكة المكرمة في ذلك العام (مكتب مراقبة وتسجيل الأجانب) وكانت تابعة لمديريه الشرطة في بمكة المكرمة .
- في عام 1349 صدر امر ملكي بتوحيد جميع إدارات الشرطة وربطها بالمديرية العامة للشرطة في مكة المكرمة بما في ذلك أعمال الجوازات وإقامة الوافدين ومراقبة الاجانب .
- في عام 1356 صدر أول نظام للإقامة في المملكة ونص علي أن كل أجنبي يرغب في إقامة، عليه مراجعة الشرطة للحصول علي تصريح بالإقامة .
- في عام 1358 صدر أول نظام للجوازات السفرية بالأمر السامي رقم 17/3/2 وتاريخ 19/1/1358 ونشر بجريدة أم القري عدد 746 وتاريخ 10/2/1358.
- في عام 1371 صدر نظام الإقامة المتوج بالتصديق الملكي العالي رقم 17-2/25/1337 والمكون من 65 مادة تخص تنظيم إقامة الأجانب والوافدين للمملكة.
- في عام 1380 صدر قرار مجلس الوزراء رقم 571 يقضي بفصل أعمال الجوازات عن مديرية الأمن العام وتشكيل مديرية عامة للجوازات والجنسية تحت مسمي (المديرية العامة للجوازات والجنسية) وترتبط مباشرة بوزير الداخلية.
- في عام 1391 صدر القرار الوزاري رقم 90/ص يقضي بالبدء في تنفيذ المرحلة الأولى من مشروع عسكرة الجوازات اعتبارا من السنة المالية التالية 1392/ 1993.
- في عام 1391 صدر قرار مجلس الوزراء رقم 1001 بتعيين وكيل مساعد لوزارة الداخلية لشؤون الجوازات. (موقع المديرية العامة للجوازات)
- في عام 1393 صدر القرار الوزاري رقم 1195 يقضي بتنظيم أعمال معهد الجوازات لإعداد وتدريب القوى البشرية وتأهيلها عسكريا ومسلكيا وفنيا للقيام بأعمال الجوازات المختلفة.
- في عام 1395 صدر قرار مجلس الوزراء رقم 894 بتعيين وكيل وزارة الداخلية للجوازات والجنسية.
- في عام 1395 صدر القرار الوزاري رقم 1039/ت يقضي بتحويل المديرية العامة للجوازات والجنسية إلى وكالة تحت مسمى (وكالة وزارة الداخلية والأحوال المدنية)
- في عام 1396 صدر المرسوم الملكي رقم م /12 وتاريخ 28 /3/1396 بالمصادقة علي قرار مجلس الوزراء رقم 492 وتاريخ 21/3/1396 القاضي بتعديل المادة 18 من نظام الجوازات السفرية بحيث تصبح كالتالي (يسري مفعول جواز السفر السعودي لمدة خمس سنوات من تاريخ الإصدار أو إلى أن تستعمل جميع صفحاته أيهما أسبق).
- في عام 1402 صدر الأمر السامي الكريم رقم 21633 يقضي بالموافقة علي قرار اللجنة العليا للإصلاح الإداري رقم 3/ع وتاريخ 15/7/1402 المتضمن فصل قطاع الجوازات عن وكالة وزارة الداخلية والأحوال المدنية واستقلالها في قطاع مستقل تحت مسمي المديرية العامة للجوازات اعتبارا من 1/7/1403 وربطها بصاحب السمو الملكي وزير الداخلية ونائبه.
- في عام 1403 صدر أول تشكيل لقطاع الجوازات وتنظميه إداريا وجغرافيا ونوعيا وتوزيع الاختصاصات اعتبارا من 1/7/1403 كما تم إعداد الهيكل التنظيمي للقطاع.[4]

## انظر ايضاً
- وزارة الداخلية
- وزارة الحرس الوطني (السعودية)
- جواز سفر سعودي إلكتروني